# Endoftalmit
Endoftalmit är en infektion eller inflammation i ögats inre delar, till exempel linsen eller glaskroppen. Infektionen orsakas vanligen av bakterier som oftast kommer in i ögat efter penetrerande våld mot ögat. Andra orsaker är infektion efter operation eller att en infektion från resten av kroppen sprider sig till ögat via blodbanan. Det senare är sällsynt.
Sjukdomens svårighetsgrad beror till stor del på vilken bakterie som orsakat infektionen, och prognosen beror dels på orsakande bakterie, dels på hur snabbt patienten får diagnos och behandling. Behandlingen består framför allt av antibiotika i kombination med ett kirurgiskt avlägsnande av ögats glaskropp, så kallad vitrektomi. 